# Albalate de las Nogueras
Albalate de las Nogueras é um município da Espanha, na província de Cuenca, comunidade autônoma de Castela-Mancha. Tem 40,11 km² de área e em 2021 tinha 256 habitantes (densidade: 6,4 hab./km²). Limita com os municípios de Arrancacepas, Cañamares, Cañaveras, La Frontera, Villaconejos de Trabaque, Sotorribas e Torralba.